# Hospital Curry Cabral
O Hospital Curry Cabral (HCC) é um hospital público de Lisboa. Integra a Unidade Local de Saúde de São José, anteriormente designada por Centro Hospitalar Lisboa Central (CHLC) e Hospitais Civis de Lisboa (HCL). Das suas várias valências destacam-se o serviço de transplantes e o de doenças infecciosas.
Foi inaugurado em 1906, por obra do governo de Hintze Ribeiro, com o nome de Hospital do Rego (aproveitando estruturas do antigo Convento de Nossa Senhora das Dores ou Convento do Rego, de freiras servitas) e foi renomeado, no ano de 1929, em homenagem ao seu fundador, o Professor José Curry da Câmara Cabral.
Em 2027, data prevista para a entrada em funcionamento do futuro Hospital Universitário de Lisboa Oriental, no Parque da Bela Vista, em Chelas, os seus serviços e funcionários serão transferidos para essa nova unidade, estando previsto que se mantenha "ao serviço da Saúde", mas apenas para atividades que "se revelem necessárias no médio/longo prazo".

## Serviços
Consultas externas:
- Anatomia patológica
- Anestesiologia
- Cirurgia Geral
- Doenças Infecciosas
- Endocrinologia e Nutrição
- Imunohemoterapia
- Medicina Física e de Reabilitação
- Medicina Interna
- Nefrologia
- Ortopedia
- Patologia Clínica
- Radiodiagnóstico

Internamento:
- Cirurgia
- Dermatologia
- Endocrinologia
- Infecciologia
- Medicina Física e Reabilitação
- Medicina I
- Medicina II
- Nefrologia
- Ortopedia
- Unidade de Cuidados Intensivos
- Serviço de Cardiologia
- Unidade de Transplantação Renal e Hepática
- Urologia